# Бронт
Бронт (греч. Βρόντης — «громовой») — один из трёх братьев-циклопов первого поколения, детей Урана и Геи.
Бронт был вторым старейшим циклопом, из детей Урана и Геи, он должен был работать в кузнице Гефеста внутри Этны.
В произведениях древнегреческого поэта Нонна Панополитанского Бронт и Стероп упоминаются среди участников индийского похода Диониса. Бронт ранил Дериадея.
Каллимах из Кирены упоминал, что Бронт на своих коленях лелеял девочку Артемиду.
Бронт убит сыном Зевса Аполлоном.